# فرست چویس ایرویز
فرست چویس ایرویز (انگلیسی: First Choice Airways) شرکت هواپیمایی بریتانیایی است، که در سال ۱۹۸۷ تأسیس شد.